# Bella (canción de Ricky Martin)
«Bella» (She's All I Ever Had) es una canción interpretada  por el artista puertorriqueño Ricky Martin, incluida en su quinto álbum de estudio y apremiado álbum debut realizado en inglés titulado Ricky Martin (1999).

## Información
La canción fue escrita por Robi Draco Rosa, Jon Secada, y George Noriega; y producida por estos dos últimos. Según la crítica de Billboard: «No hubo duda de que esta balada tenía que ser el segundo sencillo de Ricky Martin. Livin' la vida loca cumplió con lo prometido, con cinco semanas en el primer lugar de Billboard Hot 100, y esta continuación no hace más que avanzar la carrera de Martin no solo como vocalista pop masculino, sino también como femenino. She's All I Ever Had supera las expectativa».
Líricamente, Martin narra la historia de un hombre que añora a su mujer, y cómo continua su vida sin ella. La vocalización de Martin es tierna y sensible, agudizando una versatilidad que contrasta con «La vida».

## Video y recepción
El video para el sencillo, que contó con la participación de la actriz Charlotte Ayanna, fue dirigido por Nigel Dick. La canción también tuvo una versión en español, «Bella», la cual llegó al número 1 en el Billboard Hot Latin Tracks, así como también lo hizo en México. La versión original en inglés logró llegar al número 2 en el Billboard Hot 100, y respecto al año entero tuvo el puesto número 52, (1999).
En los Premios Grammy Latinos del año 2000, la versión en español de este sencillo, «Bella», recibió una nominación a la categoría Mejor interpretación vocal de pop masculino, la cual fue otorgada a «Tu mirada» de Luis Miguel.

## Listado
CD Promocional
- «She's All I Ever Had» - 4:52.
- «Bella» - 4:52.

CD Maxi sencillo
- «She's All I Ever Had» (Versión de Radio).
- «She's All I Ever Had»
- «She's All I Ever Had» (Club Mix de Pablo Flores - en inglés).
- «Bella»
- «Livin' La Vida Loca» (Remix de Track Masters).

## Posicionamiento
| Lista (1999)                      | Mejor posición |
| --------------------------------- | -------------- |
| Estados Unidos (Hot 100)          | 2              |
| Estados Unidos (Hot Latin Tracks) | 1              |
| México (México Top 40)            | 1              |

### Sucesión y posicionamiento
| Predecesor: De hoy en adelante de Millie | U.S. Billboard Hot Latin Tracks — Sencillo N°. 1 4 de septiembre de 1999 - 24 de septiembre de 1999 | Sucesor: De hoy en adelante de Millie |

| Predecesor: Bailamos de Enrique Iglesias | U.S. Billboard Latin Pop Airplay — Sencillo N°. 1 (Primera vuelta) 7 de agosto de 1999 - 13 de agosto de 1999  | Sucesor: De hoy en adelante de Millie            |
| Predecesor: De hoy en adelante de Millie | U.S. Billboard Latin Pop Airplay — Sencillo N°. 1 (Segunda vuelta) 21 de agosto de 1999 - 1 de octubre de 1999 | Sucesor: El poder de tu amor de Ricardo Montaner |